# 君士坦丁堡普世牧首
普世牧首（希臘語：Οικουμενικός Πατριάρχης；俗稱君士坦丁堡牧首）是君士坦丁堡（今伊斯坦堡）的宗主教，亦被承认为東正教會名义上地位最高的神职人员。他是正教会的精神领袖和主要发言人，但是并无任何凌驾于其他牧首或另外15个自主教会之上的权威。
普世牧首的正式職位是君士坦丁堡正教會（正教会的16个自主教会之一）的牧首，该牧首职位是正教会4个最早的牧首职位之一。作为君士坦丁堡正教会的领袖，他还拥有另一个头衔：尊榮的君士坦丁堡總主教，新羅馬及普世牧首、聖徒安德列之繼承人（希臘語：Η Αυτού Θειοτάτη Παναγιότης, ο Αρχιεπίσκοπος Κωνσταντινουπόλεως, Νέας Ρώμης και Οικουμενικός Πατριάρχης）。除了正教會的君士坦丁堡牧首外，天主教會也曾經任命過拉丁禮的君士坦丁堡宗主教。

## 历史
当君士坦丁大帝于330年将拜占庭（即君士坦丁堡）作为罗马帝国的新都城后，这个城市的主教很自然地成为了大公教會内部的第二号人物，其地位仅次于罗马的主教，即教宗。在遷都后不久，主教被升格為都主教。许多世纪以来，宗主教们反对君士坦丁堡主教获得这种地位，因为这将改变基督教会业已形成的等级制度。但是在381年，第一次君士坦丁堡公会议宣布了如下信纲：「君士坦丁堡的主教在羅馬主教之後，亦享有首席的尊榮，因為君士坦丁堡是新羅馬。」教宗达马苏斯一世和格列高利一世拒绝承认这个信纲，这一举动极不寻常且受到了质疑和谴责——普世公会议是应该对整个基督教世界都具有约束力的。尽管面临如此尖锐的反对，君士坦丁堡主教的地位却在拜占庭帝国各皇帝的恩遇下变得越来越重要。
在451年的加尔西顿公会议上正式确立了君士坦丁堡牧首的辖区（包括小亚细亚和色雷斯），也确立了君士坦丁堡在各地教会中的地位仅次于罗马。教宗良一世拒绝接受这个教令，指责它非法并且无效，因为这一决定是在教宗特使缺席的情况下作出的。6世紀時，主教的官方名稱是“君士坦丁堡總主教，新羅馬，及普世牧首”。
在中世纪，君士坦丁堡牧首们完全受制于東羅馬帝國的皇帝，这使得他们的地位最终变得无足轻重。历任皇帝经常干预教会事务，他们实际上可以任意废立牧首。许多皇帝甚至任命宦官担当牧首之位。相比之下，罗马教廷却成为一支独立和不受世俗统治者控制的强大力量。在俄罗斯正教会成为东正教世界最大的教会之后，身為該教會最高領導人的莫斯科牧首因此取得相當程度的權威，但沒有因此改變君士坦丁堡牧首的首席地位。
在君士坦丁堡于1453年陷落之后，奥斯曼帝国的苏丹们一度控制了对君士坦丁堡牧首的任命（如不能保證信徒對蘇丹忠誠要處死）。但是今天的土耳其政府仅仅要求牧首承认自己是一个土耳其公民，并且允许伊斯坦布尔市的东正教会自主召开教会会议来选举牧首。
现任君士坦丁堡牧首是巴爾多祿茂。他因为积极参与环境保护运动而被人们称为「绿色牧首」。

## 牧首驻地
历史上君士坦丁堡牧首的驻地主要有三个。最初的也是最正统的驻地是伊斯坦布尔的圣索非亚大教堂。1206年—1264年由于第四次十字军东征摧毁了拜占庭帝国在该地的统治，牧首驻地随帝国皇室一同迁至尼西亚。在拜占庭帝国复国后，牧首驻地又迁回圣索非亚大教堂。1453年拜占庭被奥斯曼帝国征服，圣索非亚大教堂也被强行改为清真寺。从那时至今，君士坦丁堡牧首的驻地是位于法纳尔的聖喬治座堂（“白光塔”）。

## 君士坦丁堡牧首的特殊权限
由于君士坦丁堡正教会对芬兰正教会和爱沙尼亚使徒正教会（均为自治教会）有管辖权，君士坦丁堡牧首拥有按立这两个教会的大主教的权力。另外，加拿大乌克兰正教会及美国乌克兰正教会也于20世纪末加入了君士坦丁堡教会内。